# Pałac wersalski
Pałac wersalski (fr. Château de Versaillesⓘ /ʃɑto d(ə) vɛʁsɑj/) – pałac królewski w Wersalu, na przedmieściach Paryża, symbol francuskiej monarchii absolutnej tzw. ancien régime.
Pałac projektowali architekci królewscy Louis Le Vau i Jules Hardouin-Mansart. Wnętrza projektował Charles Le Brun, a André Le Nôtre zaprojektował ogrody. W 1682 pałac w Wersalu stał się oficjalną rezydencją króla Francji i Wersal przejął rolę faktycznej stolicy kraju. W XVIII w. w parku wersalskim wzniesiono dwa mniejsze pałace: Grand Trianon i Petit Trianon.
Pałac jest odwiedzany przez ponad 7 milionów zwiedzających rocznie i jest trzecią największą atrakcją turystyczną Francji. Posiada łączną powierzchnię 63 154 m². Znajduje się w nim 2300 pomieszczeń, z których około 1000 udostępnia się publiczności.

## Historia

### Zamek myśliwski Ludwika XIII
W obfitującym w zwierzynę lesie wersalskim w lipcu 1589 polował Henryk IV, który zbliżał się wtedy do zbuntowanego Paryża wraz ze swym kuzynem Henrykiem III. Powrócił tam jako król ze swym sześcioletnim synem.
Początki pałacu wiążą się z pasją myśliwską Ludwika XIII, który wielokrotnie polował w lasach między zamkiem w Saint-Germain a Meudon (las Val de Gallie). Jego długie polowania kończyły się niejednokrotnie, wraz z zapadnięciem zmierzchu, noclegiem w jednej z gospód w Wersalu, wsi położonej na szlaku handlarzy bydłem z Normandii do Paryża. Otoczenie królewskie, oburzone na niegodne króla warunki noclegu, skłoniło go do wybudowania niewielkiego zameczku myśliwskiego w połowie drogi między Saint-Germain i Meudon.
W wyniku swego rodzaju przetargu (adjudication à la chandelle) nadintendent budowli królewskich, Jehan de Fourcy, wybrał 10 września 1623 wykonawcę zamówienia – Nicolasa Huau. Prace postępowały na tyle szybko, że zamek był gotowy do końca zimy, a król po raz pierwszy spędził w nim noc 9 marca 1624. Była to budowla skromna, wzniesiona przy wykorzystaniu niewielkich środków, ściany zdobiły dekoracje gipsowe, a dach pokryty został łupkiem. Król był dość częstym gościem w Wersalu, nawet wtedy gdy nie polował. W końcu 1629 urządzono salę do gry w jeu de paume (rodzaj ówczesnego tenisa).
Ludwikowi XIII tak bardzo spodobały się okolice Wersalu, że postanowił powiększyć i upiększyć swój zameczek. Prace rozpoczęto w 1631 r., a zakończono w 1634 pod kierownictwem architekta Philiberta le Roy. Pałac został stopniowo, tak by można było z niego cały czas korzystać, rozebrany i zbudowany na nowo. Pomimo że w zasadzie wciąż oparty był na tym samym planie, to jednak wyraźnie się powiększył. Dodano m.in. sześć wież prostokątnych (tour carré). Fasada uzyskała styl typowy dla okresu panowania Ludwika XIII, tzn. zastosowano jasny kamień i cegłę. Ponadto na 70 hektarach przylegających gruntów urządzono park. 8 kwietnia 1632 król zakupił tereny domeny wersalskiej od Jean-François de Gondi, arcybiskupa Paryża, za 60 tys. liwrów. Ogółem projekt kosztował Ludwika XIII niecałe 200 tys. liwrów, co nie było sumą wygórowaną: późniejsza rozbudowa przez Ludwika XIV była 500 razy bardziej kosztowna.

### Pierwsze modyfikacje Ludwika XIV
Ludwik XIV przybył do pałacu po raz pierwszy 18 kwietnia 1651, kiedy miał dwanaście lat. Zameczek myśliwski ojca natychmiast przypadł mu do gustu. W Wersalu korzystał z natury i swobody, urządzał swoje pierwsze polowania.
Po ślubie w 1660 r. i narodzinach pierwszego dziecka postanowił przebudować zameczek dla większej wygody rodziny królewskiej. Roboty zakończono w 1663 r. Zainstalowano m.in. balkon na pierwszym piętrze i wyprostowano fosy. Także w 1663 r. na nowo urządzono park.

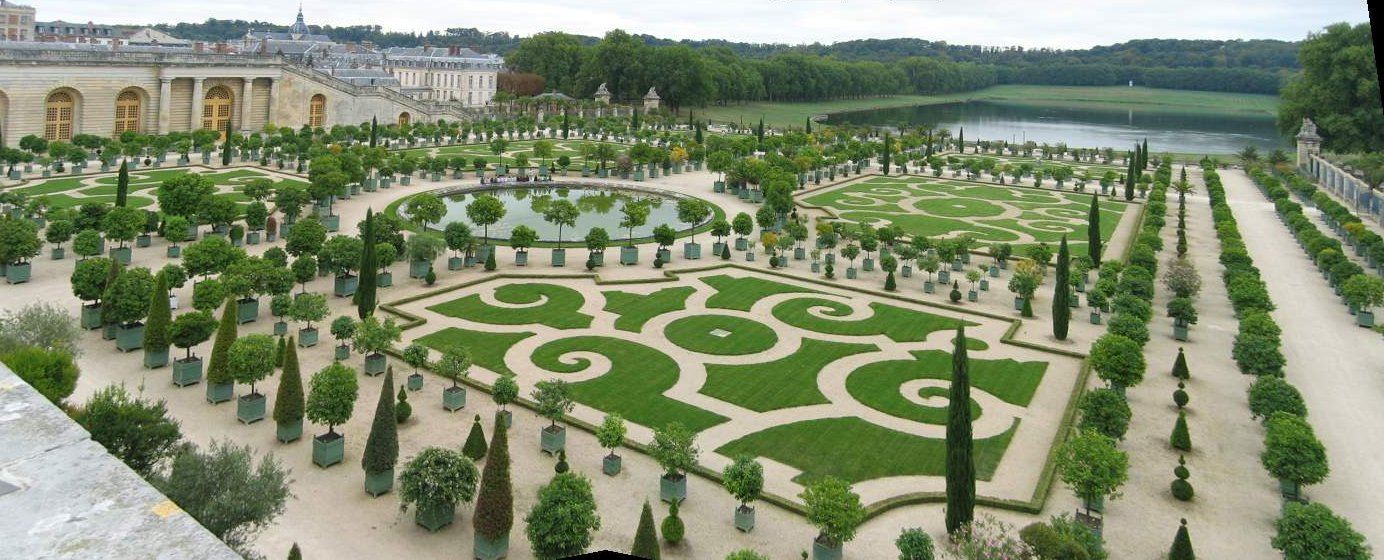
Oranżeria pałacowa

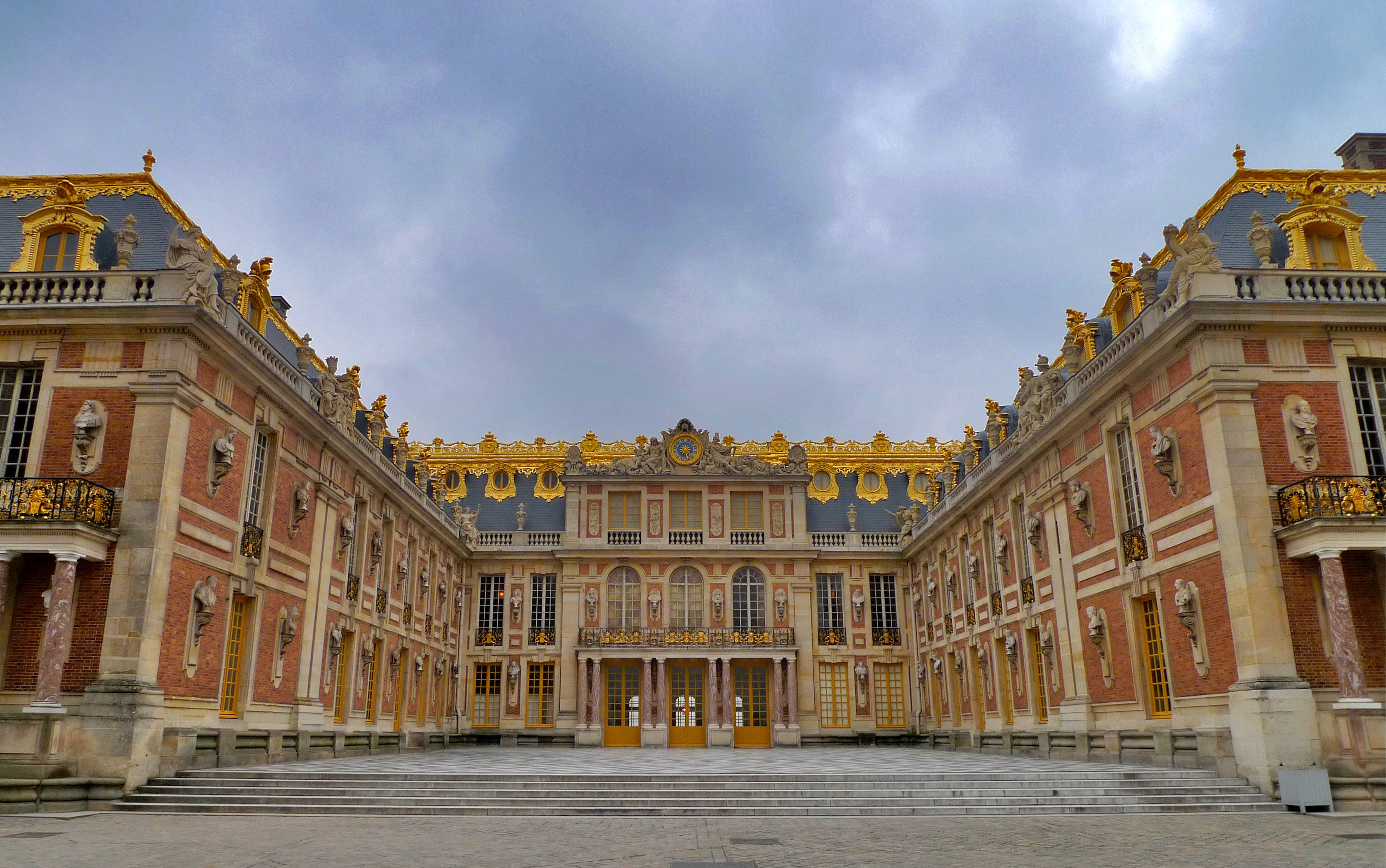
Fasada główna pałacu

Na południe od pałacu, na miejscu warzywnika Ludwika XIII, Le Vau zbudował Oranżerię, gdzie przechowywano podczas zimy wrażliwe na zimno drzewka pomarańczowe i cytrynowe. Na terenie Oranżerii znajdował się jeden z trzech okalających pałac parterów kwiatowych. Dzięki kolejnym zakupom terenów powiększono domenę królewską do 500 ha.

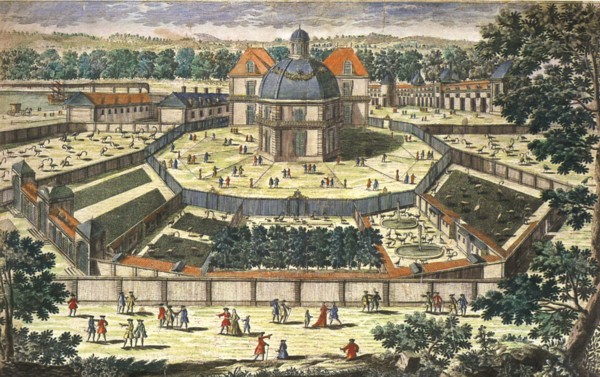
Menażeria królewska w Wersalu (rozebrana na pocz. XX w.)

Półtora kilometra od pałacu na miejscu dawnej fermy Le Vau zbudował Menażerię, gdzie z balkonu na piętrze dużego ośmiokątnego pawilonu zwieńczonego kopułą można było obserwować siedem dziedzińców z egzotycznymi zwierzętami podzielonymi na trzy typy: spokojne zwierzęta np. pelikany, ary, papugi, rzadkie odmiany kur; groźne zwierzęta np. niedźwiedzie; zwierzęta rzadkie i egzotyczne np. słonie, wielbłądy, strusie, kazuary, krokodyle. Menażeria wersalska wpisywała się w średniowieczną tradycję ogrodów zwierzęcych królów Francji. Menażeria miała podnosić prestiż Ludwika XIV.
Usatysfakcjonowany modyfikacjami Ludwik XIV urządził w Wersalu w maju 1664 trwające trzy dni i trzy noce święto, jednak jego dworzanie w dalszym ciągu uważali, że Wersal jest jedynie niegodną króla Francji siedzibą wiejską.

### „Pałac Słońca”

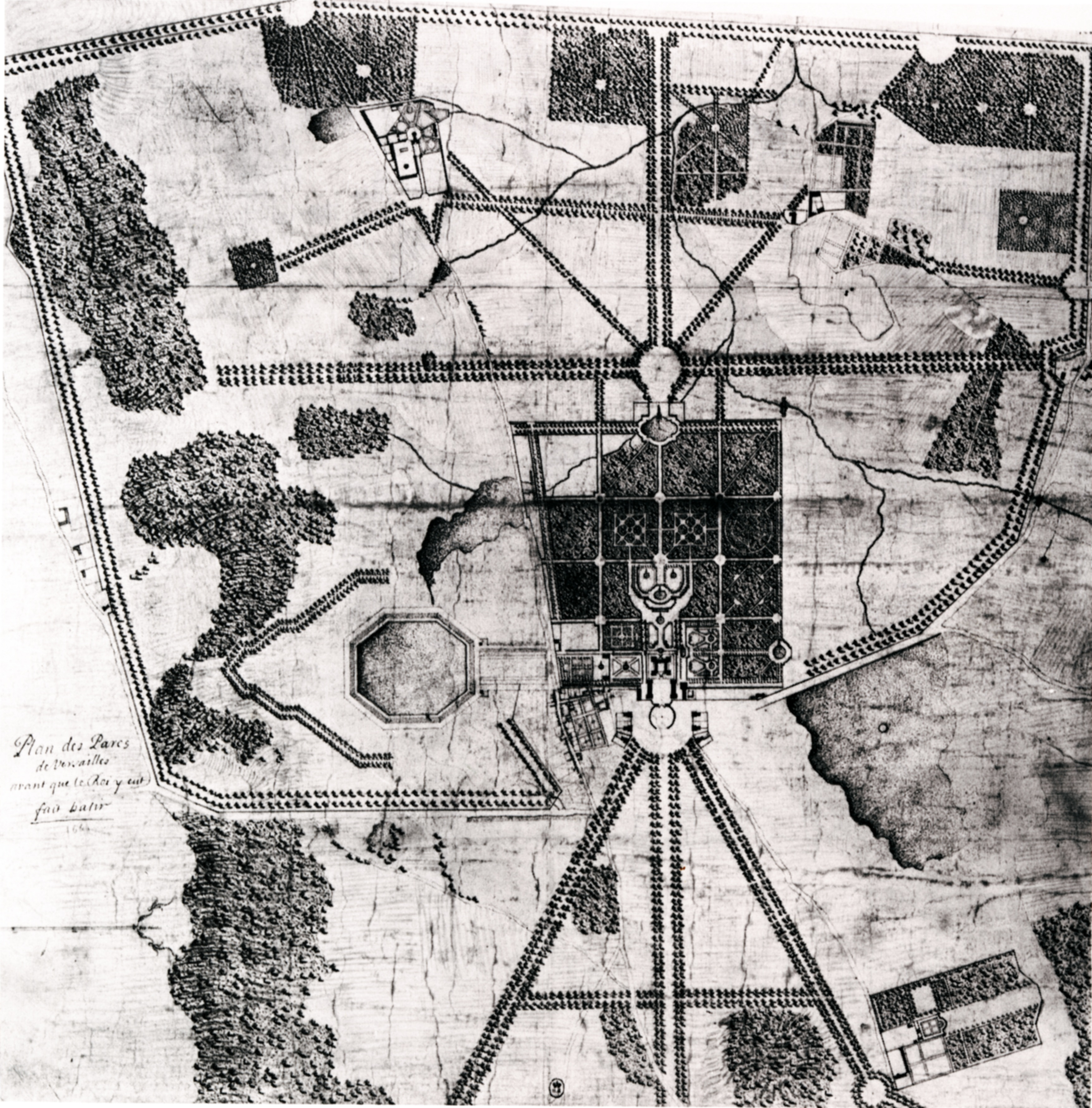
Plan umiejscowienia pałacu wersalskiego wykonany ok. 1664–1665 przez Le Nôtre’a

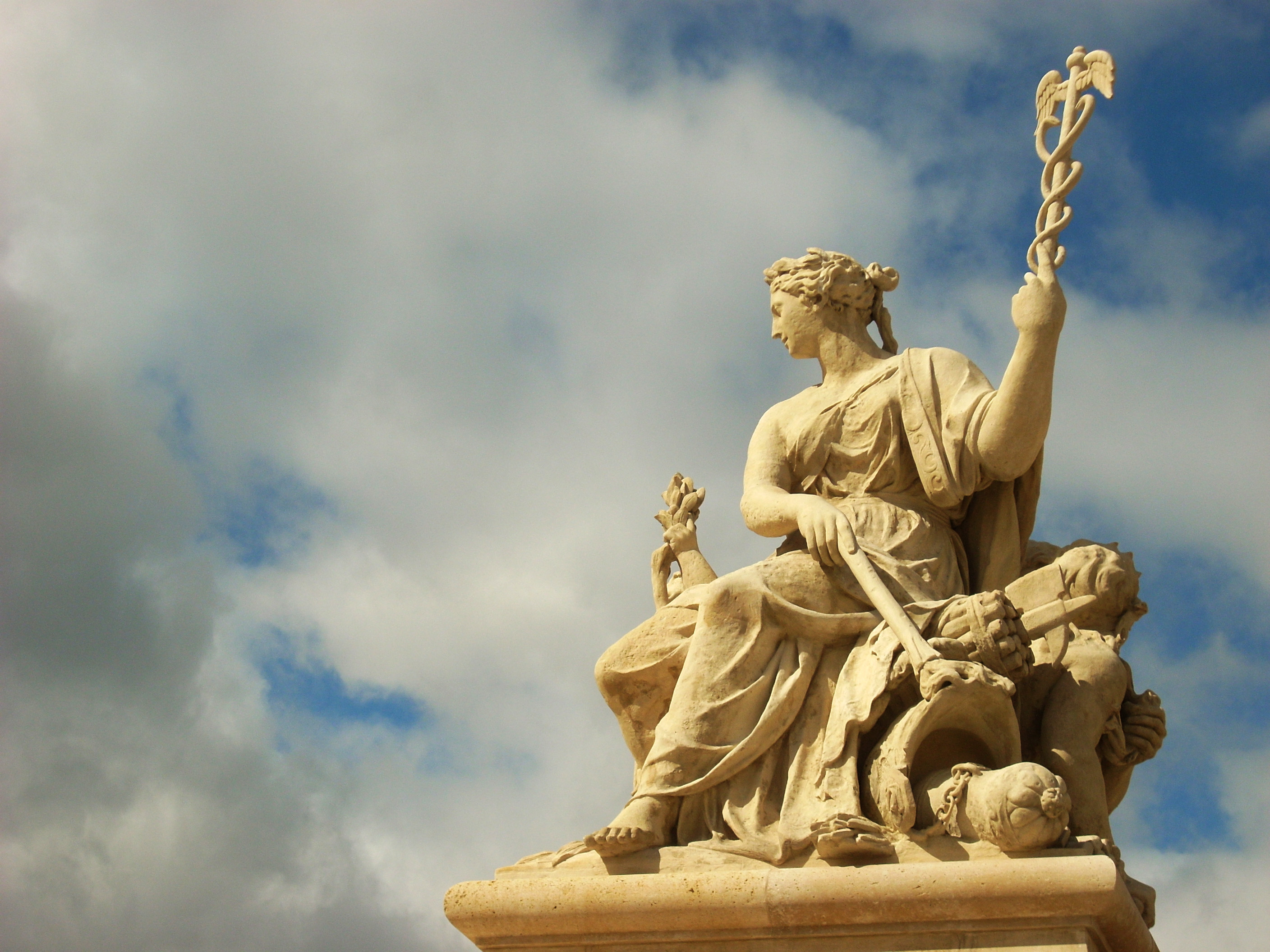
Rzeźba przy wejściu do pałacu

Ludwik XIV postanowił zatem o bardziej gruntownej przebudowie pałacu. Zgodnie z radą doradców miał to być teraz wyjęty jakby z baśni „Pałac Słońca” (Palais du Soleil), Ludwik XIV królujący zaś w Wersalu byłby Królem-Słońce (Roi Soleil).
Zgodnie z tym założeniem w ogrodzie zainstalowano liczne fontanny i rzeźby przedstawiające historię Apollina, antycznego bóstwa solarnego. Charles Perrault, słynny autor bajek, zaproponował budowę Groty (la Grotte), która przywoływałaby na myśl mityczną morską grotę słońca, gdzie słońce miało wypoczywać po zmierzchu. Pawilon Groty powstał na północ od pałacu, bajecznie wykończony wewnątrz różnokolorowymi muszlami, koralami, kamieniami morskimi i lustrami. Bajkowości dodawały mu liczne fontanny i organy. Park został przekształcony w swego rodzaju park rozrywki z kolejką górską (la Ramasse), labiryntem, huśtawkami, 39 fontannami dekorowanymi rzeźbami słynnych postaci z bajek.

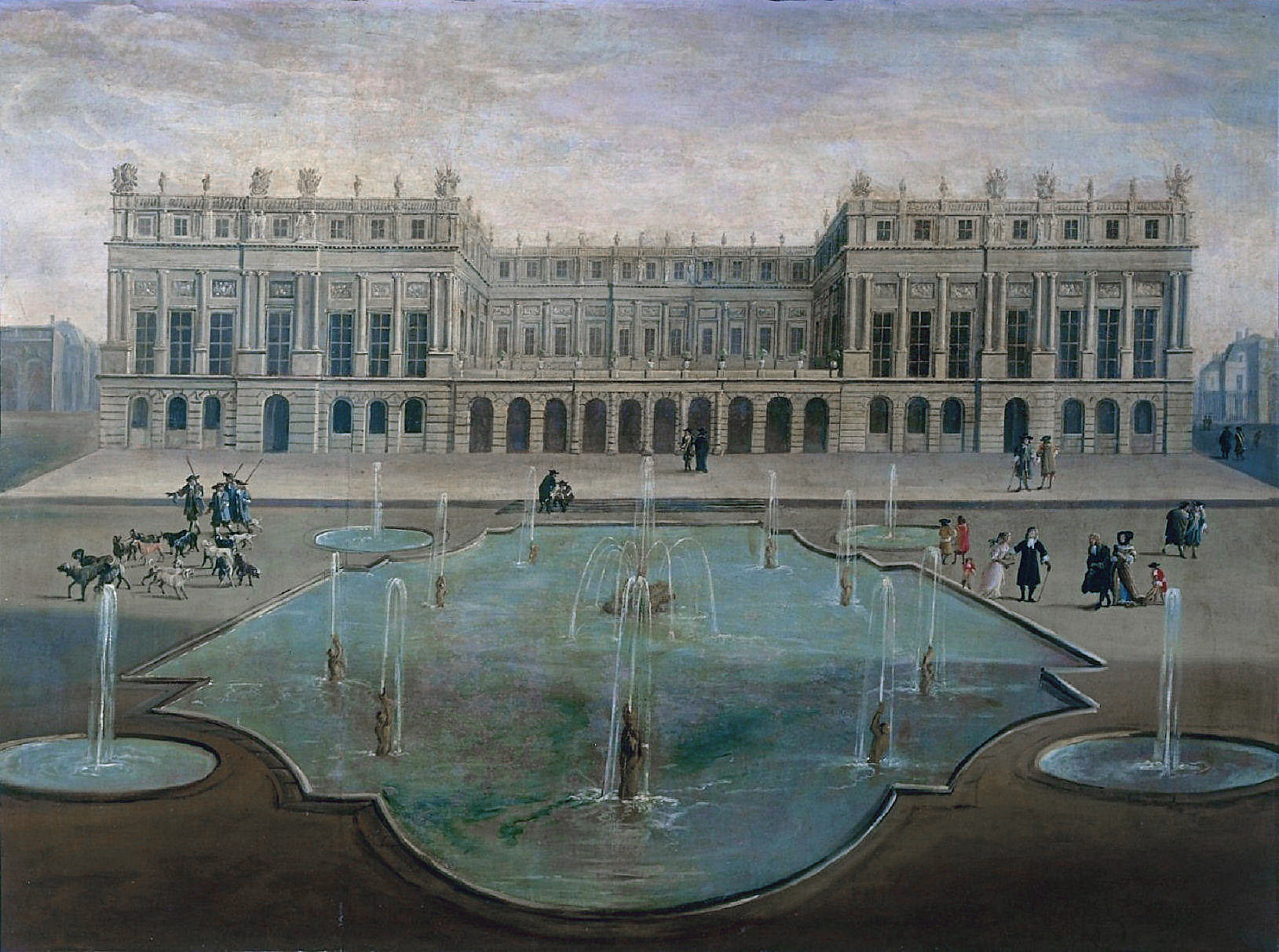
Fasada od strony ogrodu ok. 1675

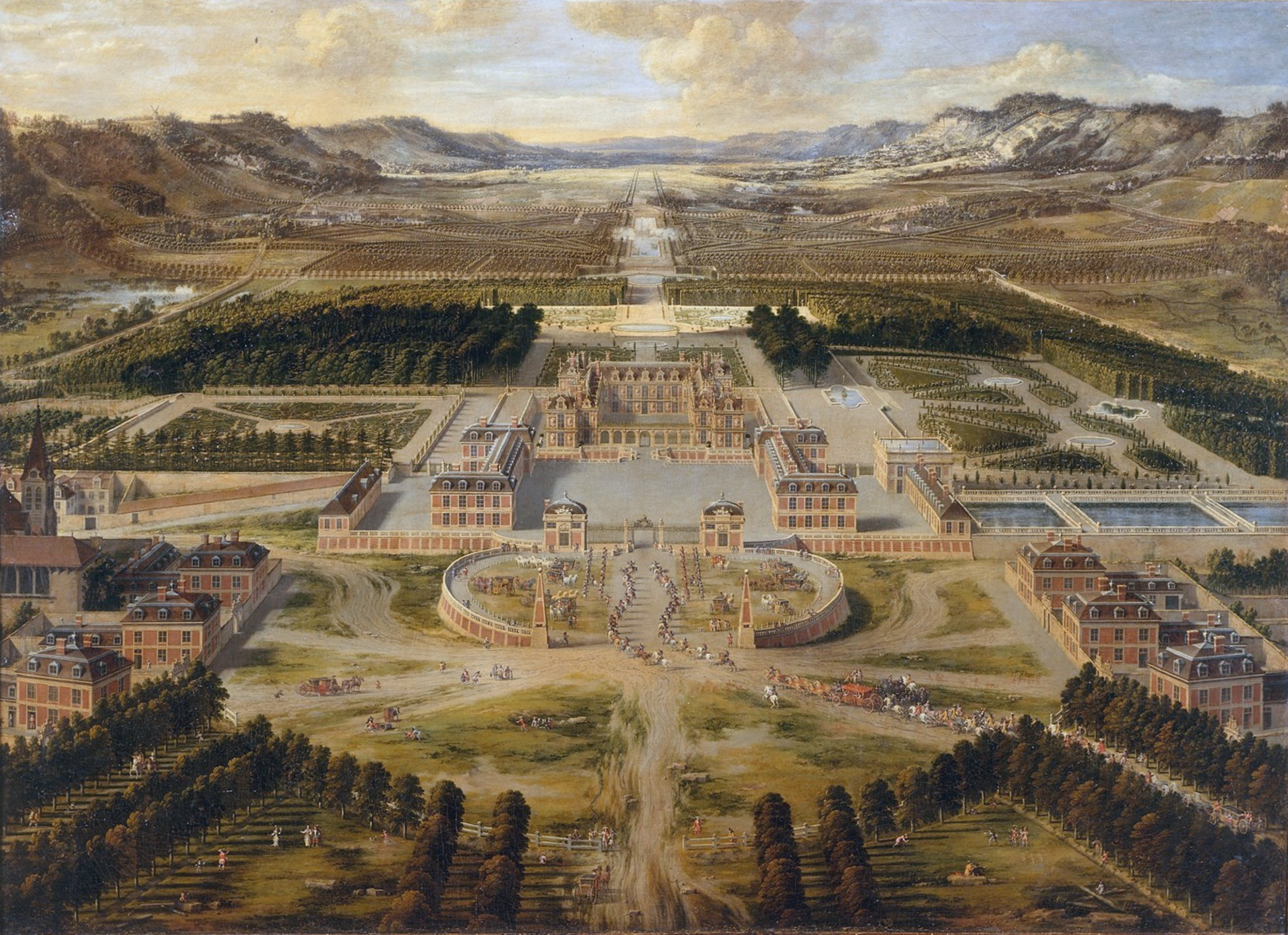
Widok pałacu po rozbudowie w 1668 – obraz Pierre’a Patela

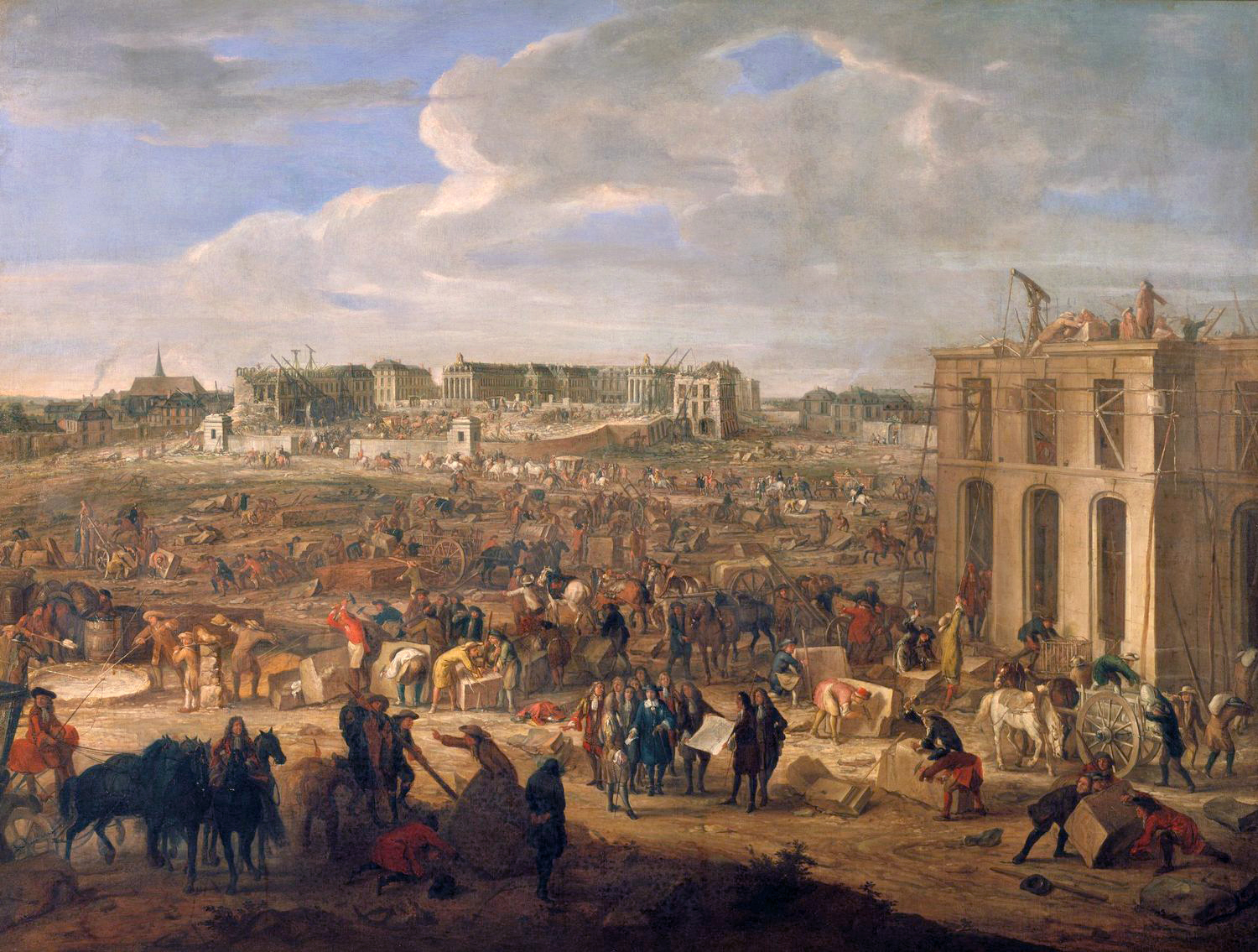
Wznoszenie pałacu wersalskiego – obraz Adama Fransa van der Meulena, 1669 (na pierwszym planie budowa stajni królewskich)

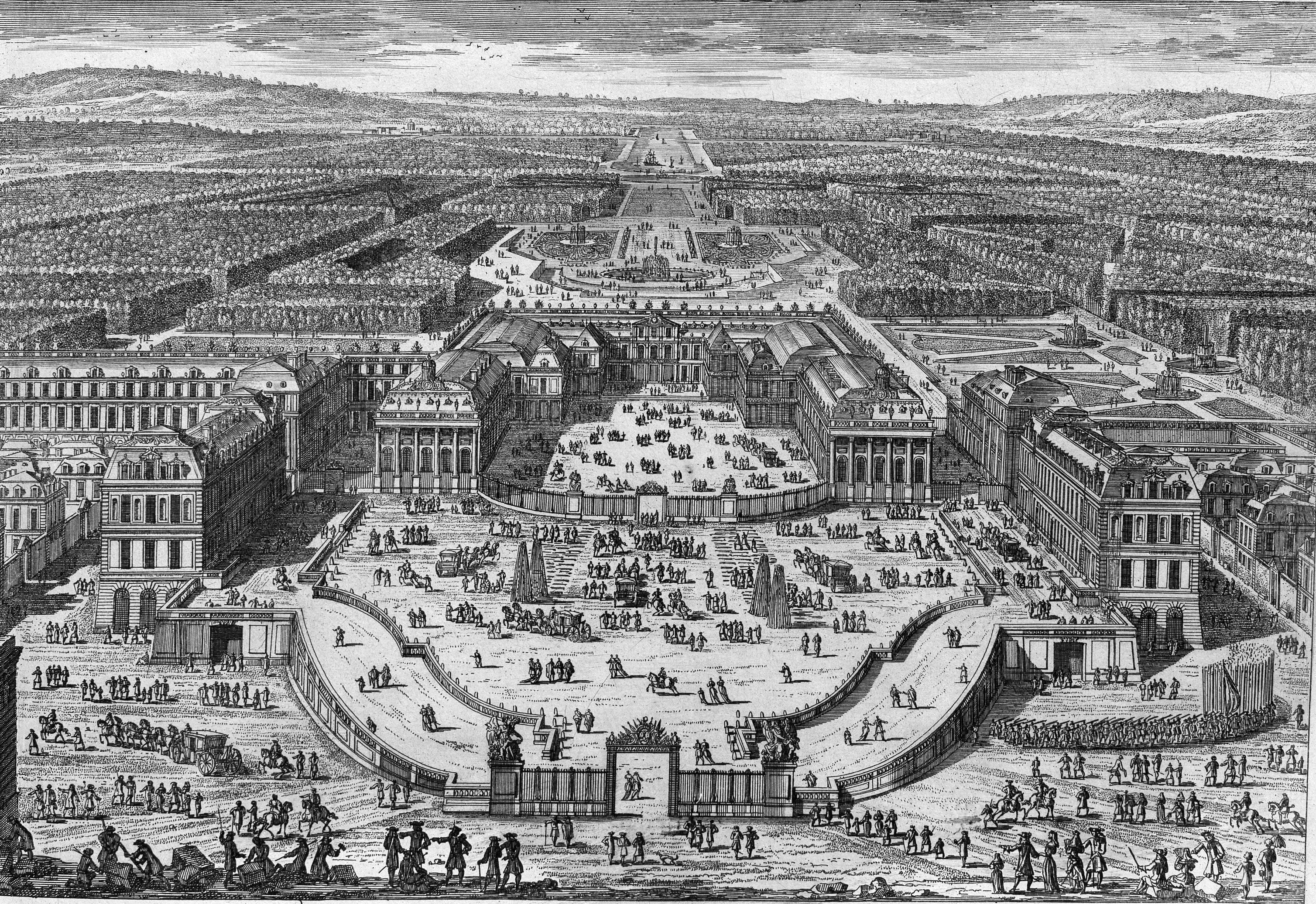
Widok Wersalu około 1682, autorstwa Adama Perellego

Latem 1668 król zaakceptował projekt rozbudowy pałacu autorstwa Louisa Le Vau. Król zdecydował, wbrew opinii Le Vau i Colberta, o zachowaniu oryginalnego zameczku myśliwskiego Ludwika XIII, który został otoczony nowymi budynkami. Do budowy pałacu użyto kamienia Saint-Leu (wydobywanego w okolicach Saint-Maximin w obecnym departamencie Oise). Rozbudowa pozbawiała jednak pałac drogiej Ludwikowi XIV intymności, stąd w zaledwie w trzy miesiące zbudowano w odległości półtora kilometra kolejny pałac na miejscu wioski Trianon nazwany Trianon de Porcelaine.
Prace nad głównym pałacem zakończono latem 1670. Pałac wersalski od strony ogrodów zyskał zupełnie nową fasadę, z ogromnym marmurowym tarasem między dwoma skrzydłami na miejscu dawnej fosy. Jedno z nowo wybudowanych skrzydeł zajmowały oficjalne apartamenty króla (Appartement des Bains, Grand Appartement, Appartement Privé), drugie skrzydło należało do królowej i pozostałych członków rodziny królewskiej. Od strony dziedzińca przedłużono pałac w kierunku kuchni i stajen, które ok. 1670 zdecydowano też powiększyć. Jednocześnie rozpoczęto budowę pawilonów dla ministrów.
Około 1674 r. pałac wersalski był już znany w całej Francji i Europie. Ciekawi splendoru pałacu mogli go zwiedzać korzystając z przewodników, np. z wydanej w 1674 książeczki autorstwa André Félibiena. Król pozwalał na wizytę praktycznie każdemu, jedynym warunkiem było przyzwoite odzienie. W tym czasie Ludwik XIV zmieniał siedziby: w 1661 mieszkał w Fontainebleau, od 1662 przebywał głównie w Paryżu, od 1666 do 1673 rezydował głównie w Saint-Germain, podobnie jak w 1676, 1678, 1679, 1680, 1681. W Wersalu przebywał w 1674 i 1675, a także w 1677. Już od 1677 Ludwik XIV rozważał uczynienie z Wersalu swojej głównej siedziby.

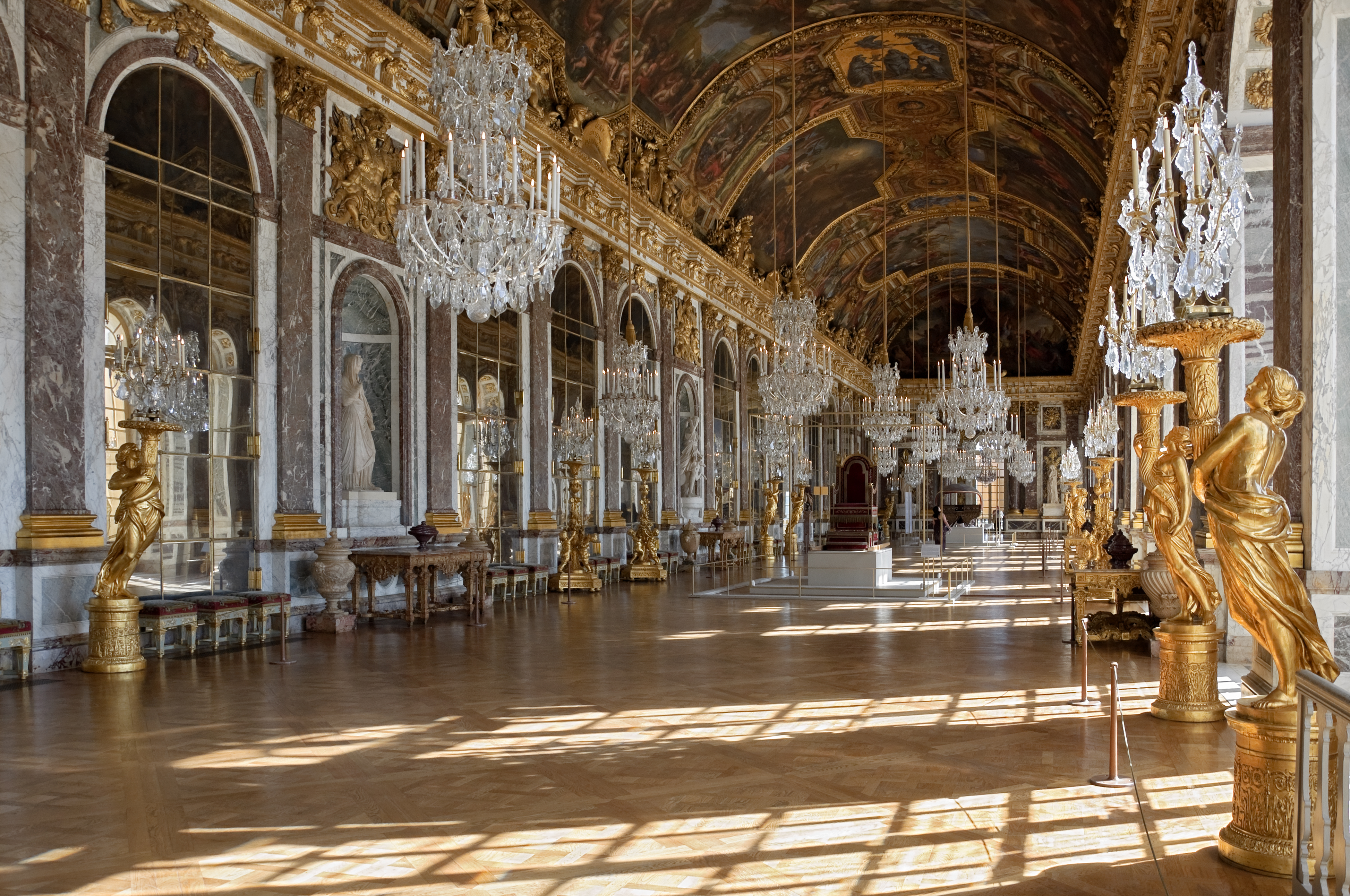
Galeria Zwierciadlana

W 1678 r. zlikwidowano taras od strony ogrodów, gdyż okazało się, że przeciekająca przez niego woda zagrażała parterowi pałacu. Na miejscu tarasu w 1684 zbudowano słynną Wielką Galerię, często nazywaną Galerią Zwierciadlaną (Galerie des Glaces), gdzie 17 łuków ozdobionych 357 lustrami umieszczonymi na ścianie odpowiada 17 oknom wychodzącym na ogród.
Około 1680 r. pałac znów znacznie powiększono. Wyznaczono dodatkowy dziedziniec, przy którym zbudowano skrzydła ministrów (Ailes des Ministres). W kierunku Oranżerii zbudowano skrzydło południowe, budynek o długości 500 m (Aile du Midi), na miejscu zaś rezerwuarów wody skrzydło północne (Aile du Nord). Rozrastający się pałac i rodzące się wokół niego miasto zajęło miejsce niegdysiejszego wiejskiego kościółka i sali do gry w jeu de paume Ludwika XIII.
6 maja 1682 Ludwik XIV przeprowadził się do Wersalu i stopniowo przenosił tam również dwór królewski. Pałac wersalski stał się największym pałacem w Europie i oficjalną rezydencją Ludwika XIV i jego ministrów. Tym samym Wersal przejął od Paryża rolę stolicy Francji. Wraz z królem w Wersalu mieszkało kilkanaście tysięcy dworzan i służby.
Po 20 latach prac budowlanych Ludwik XIV uznał, że cel został osiągnięty. Wersal stał się siedzibą godną największego monarchy Europy. Z tą chwilą król zdecydował o opuszczeniu oficjalnych apartamentów i zamieszkaniu w jego ulubionej części pałacu od strony dziedzińca, stanowiącej zachowaną część zameczku myśliwskiego Ludwika XIII, sąsiadująca z Galerią Zwierciadlaną. Zgodnie z jego gustem, który musiał ustąpić względom reprezentacyjnym w oficjalnych pokojach, w części prywatnej nie było marmurowych zdobień, rzeźb i dekorowanych plafonów, jedynie boazerie i malowane na biało sufity. Jedynym przejawem luksusu były obrazy starych mistrzów. Urządzono m.in. salę bilardową (Cabinet du Billard). W grę tę Ludwik XIV grał często w gronie rodziny, z synem, wnukami, bratem, bratankiem lub z rzadko zapraszanymi gośćmi.
Po ponad trzydziestu latach zamieszkiwania w pałacu wersalskim Ludwik XIV zmarł tamże 1 września 1715.

### Rezydencja Ludwika XV

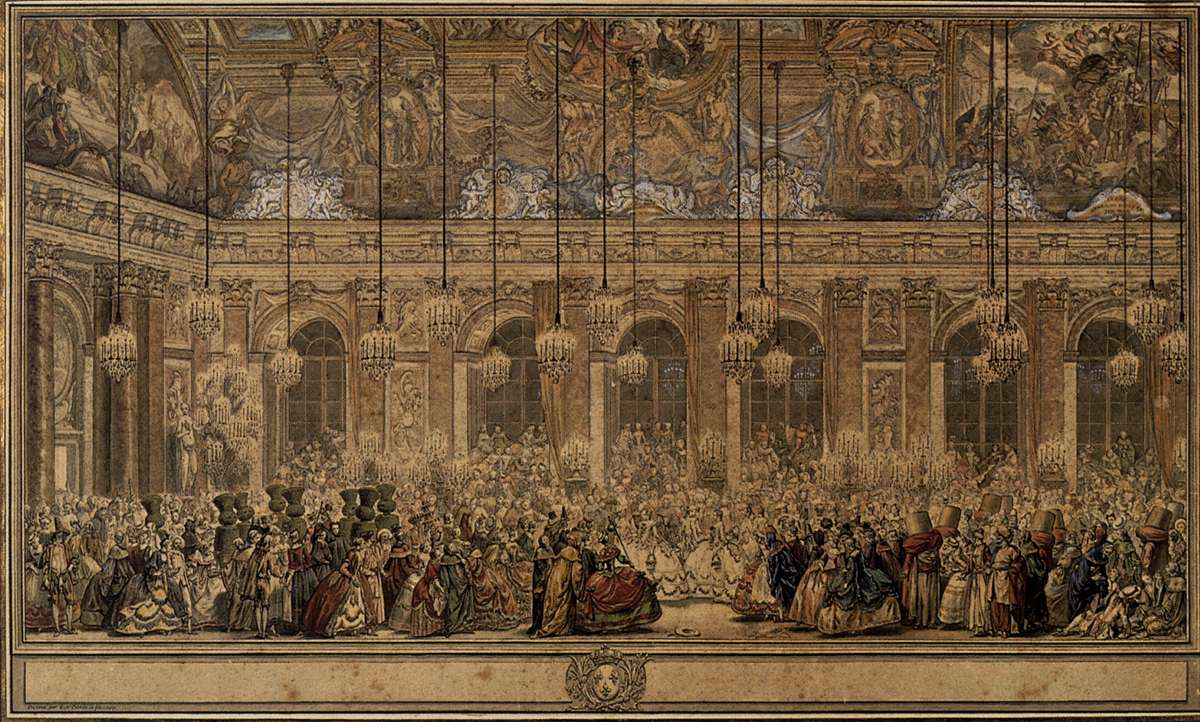
Bal maskowy w sali lustrzanej (1745) autorstwa Charlesa-Nicolasa Cochina

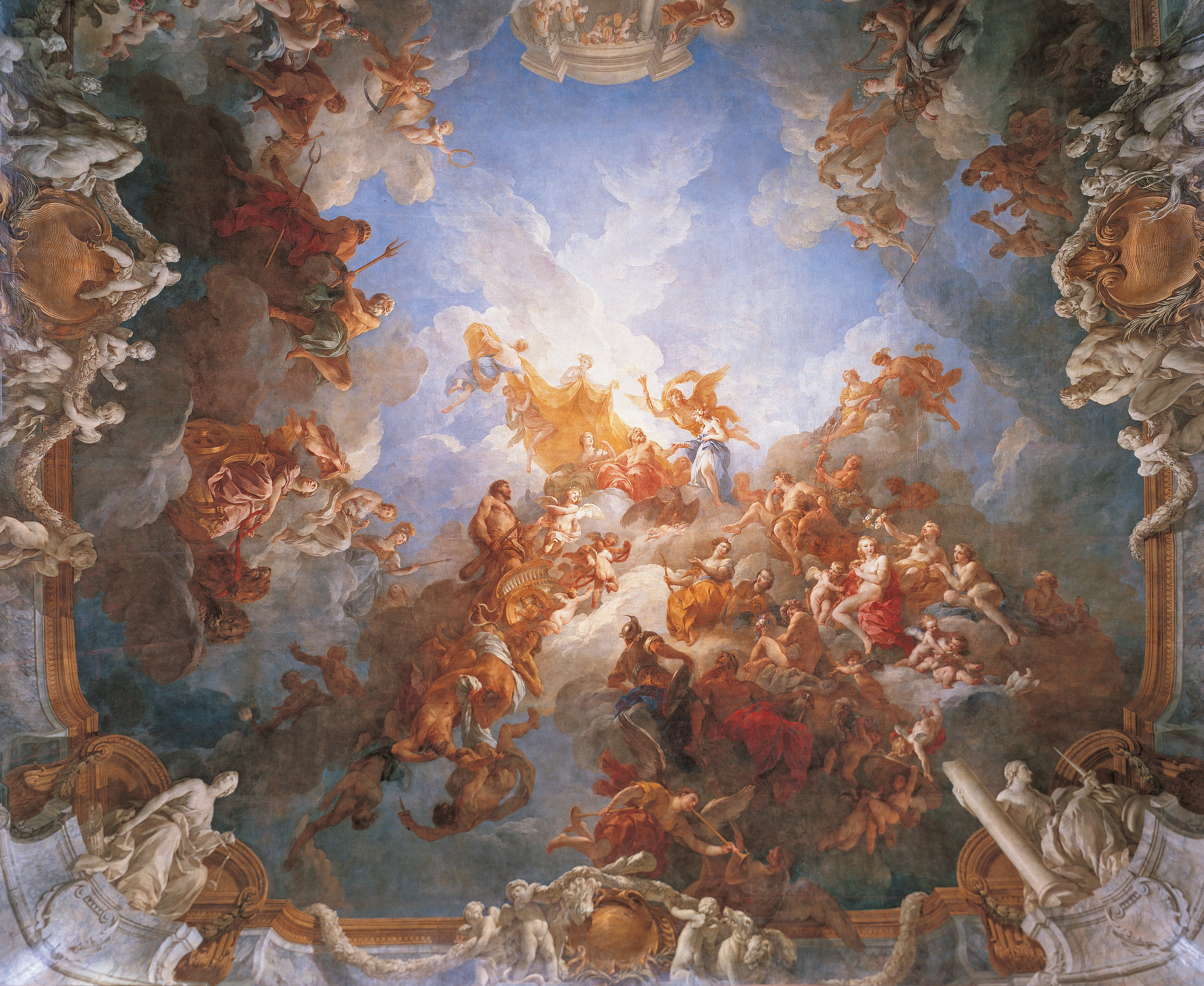
Apoteoza Herkulesa

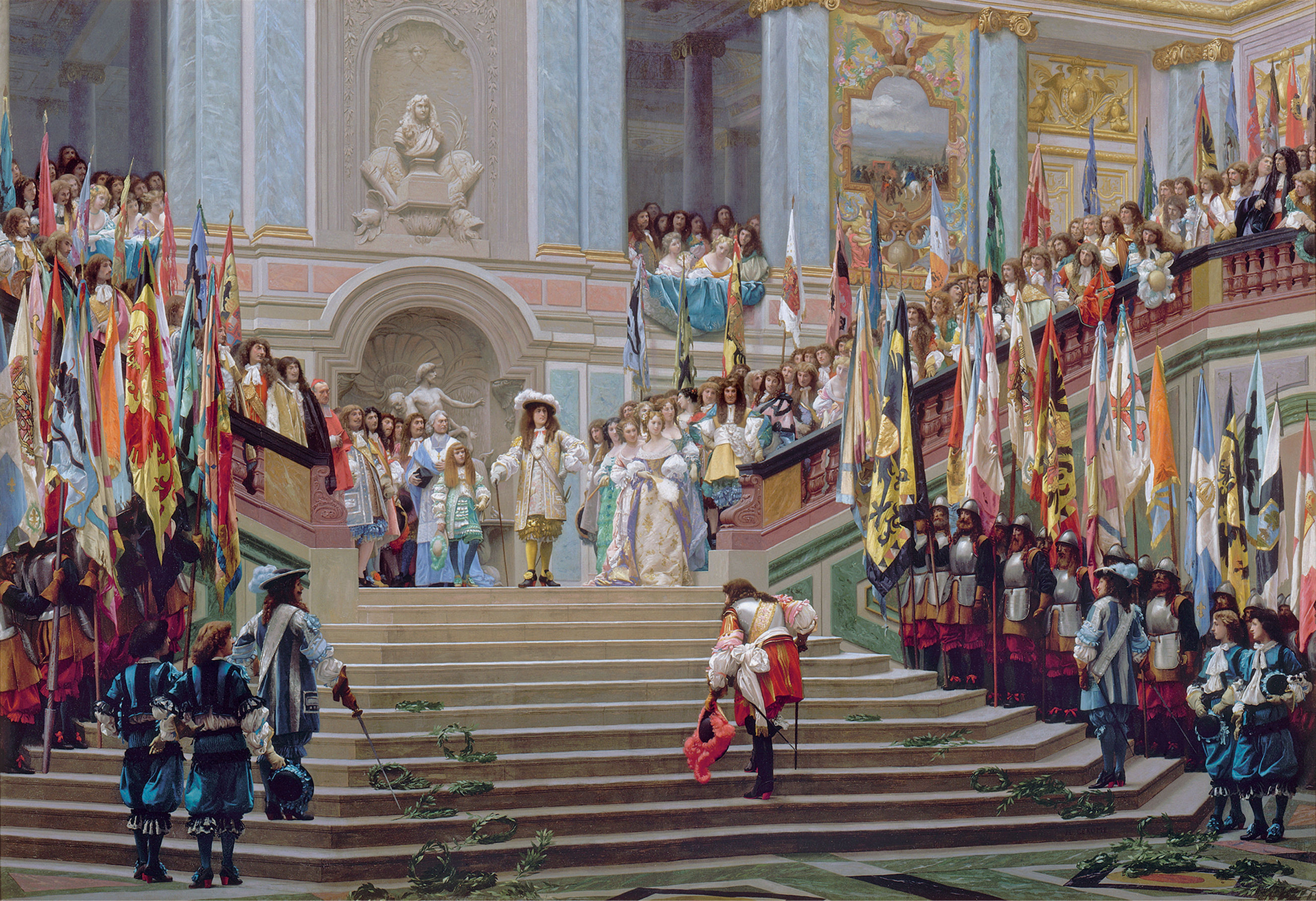
Przyjęcie Ludwika II przez Ludwika XIV w Wersalu pędzla Jeana-Léona Gérômego (1878)

Prawnuk Ludwika XIV, Ludwik XV, najpierw mieszkał wraz z dworem w zamku w Vincennes, następnie w Paryżu. Pałac wersalski był opuszczony przez siedem lat. Król powrócił tam w wieku dwunastu lat. Z myślą o jego edukacji urządzono kilka pomieszczeń na poddaszu: bibliotekę, atelier, laboratorium prac ręcznych.
Z szacunku dla wielkiego pradziadka Ludwik XV przez dłuższy czas powstrzymywał się od przeróbek. Potem przystosowano do potrzeb młodego króla apartamenty prywatne oraz urządzono łazienki na pierwszym piętrze, za apartamentami oficjalnymi – z dwiema wannami, jedną dla króla, drugą dla jego przyjaciół. Ponadto na poddaszu urządzono tzw. mały apartament króla (Petit Appartement), podniesiono też budynki z czasów Ludwika XIII i Ludwika XIV i umieszczono tam liczne kuchnie.
Przeróbek tych nie pochwalał pierwszy architekt króla, Jacques-Ange Gabriel, który chciał nadać pałacowi bardziej dostojne i jednolite stylowo oblicze, m.in. burząc stary zameczek myśliwski Ludwika XIII (tak jak proponował niegdyś Le Vau). Przez 30 lat nie udało mu się jednak przekonać do tego króla. Ostatecznie wyraził zgodę w 1771 zmęczony naleganiami i pod wpływem argumentu, jakoby stary zameczek znajdował się w złym stanie.
Rozpoczęto prace nad rekonstrukcją prawego skrzydła od strony dziedzińca, w ramach której miano zastąpić dotychczasową ceglaną fasadę nową fasadą wykonaną całkowicie z jasnego kamienia, jednak zanim prace zostały ukończone Ludwik XV zmarł 10 maja 1774. Większość ceglanych fasad pozostała nietknięta, a rozpoczęty nowy budynek pozostał nieukończony.
Za panowania Ludwika XV zbudowano operę oraz pałacyk Petit Trianon. W samym pałacu wersalskim ukończono dekorowanie reprezentacyjnego Salonu Herkulesa. Sklepienie salonu zdobi ogromna, iluzjonistyczna Apoteoza Herkulesa, którą malował François Lemoine w latach 1733–1736.

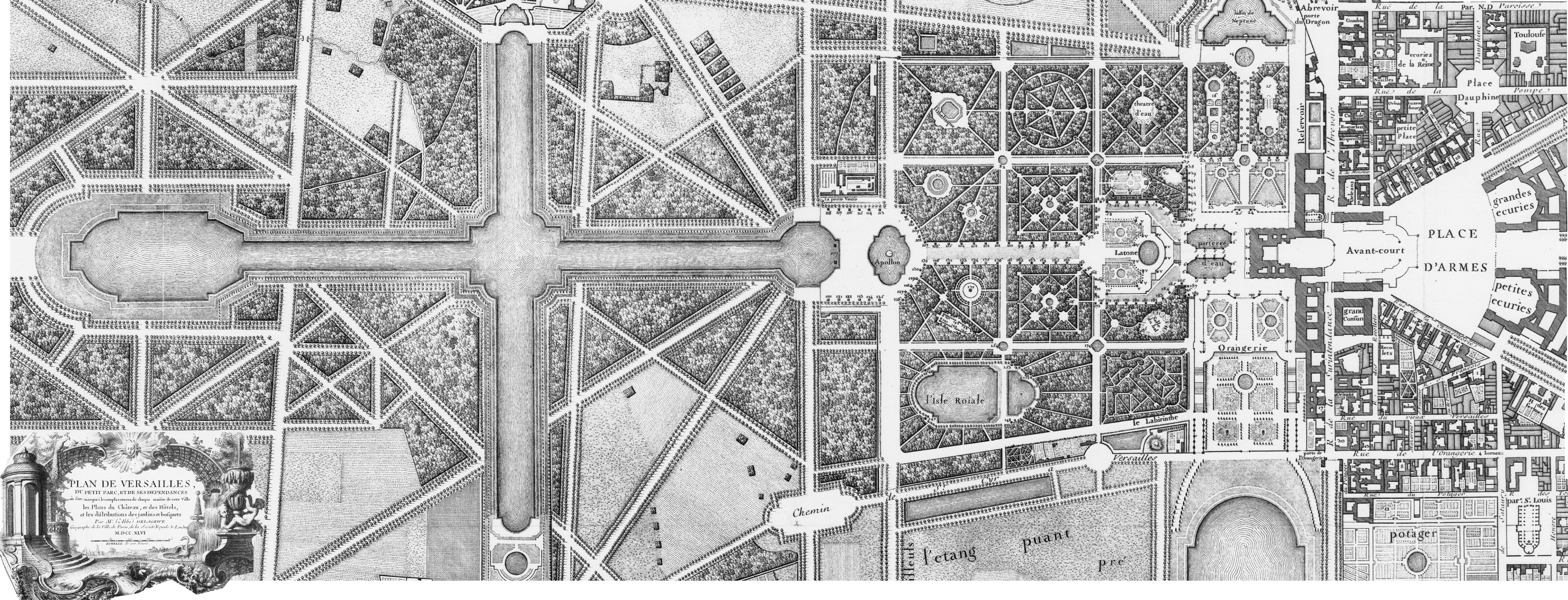
Plan ogrodów i pałacu wersalskiego w 1746

### Pałac wersalski podczas rewolucji francuskiej
Ludwik XVI, wnuk Ludwika XV, nie dysponował środkami na większe przebudowy pałacu. Podczas piętnastu lat, które spędził w Wersalu, dokonano jedynie kilku zmian w wystroju wnętrz. W 1789 wybuchła rewolucja francuska, która zakończyła okres świetności Wersalu. 6 października 1789 w wyniku tzw. marszu przekupek na Wersal król został zmuszony do podpisania Deklaracji Praw Człowieka i Obywatela oraz do powrotu do Paryża. Od tej pory Paryż przejął kontrolę nad całością polityki państwowej, gdyż w kilka dni po królu do Paryża przeniosło się także Zgromadzenie Narodowe.
Pałac pozbawiony dworu królewskiego zaczął podupadać. Pojawiały się propozycje zburzenia pałacu, likwidacji ogrodów i oddania terenów rolnictwu. Nie zrealizowano jednak tych zamierzeń, a rewolucjoniści zadowolili się splądrowaniem mebli i dzieł sztuki z pałacu, które po odsprzedaży znalazły się w całej Europie i Ameryce. Próbowano urządzić w pałacu muzeum, szkołę, szpital, lecz nie udało się go ożywić. Na dziedzińcach wyrosła trawa, a z fasad zaczęły się osypywać kawałki kamienia. Napoleon zarządził jednak przeprowadzenie najpilniejszych napraw i uratował pałac przed ruiną.

### Muzeum Historii Francji

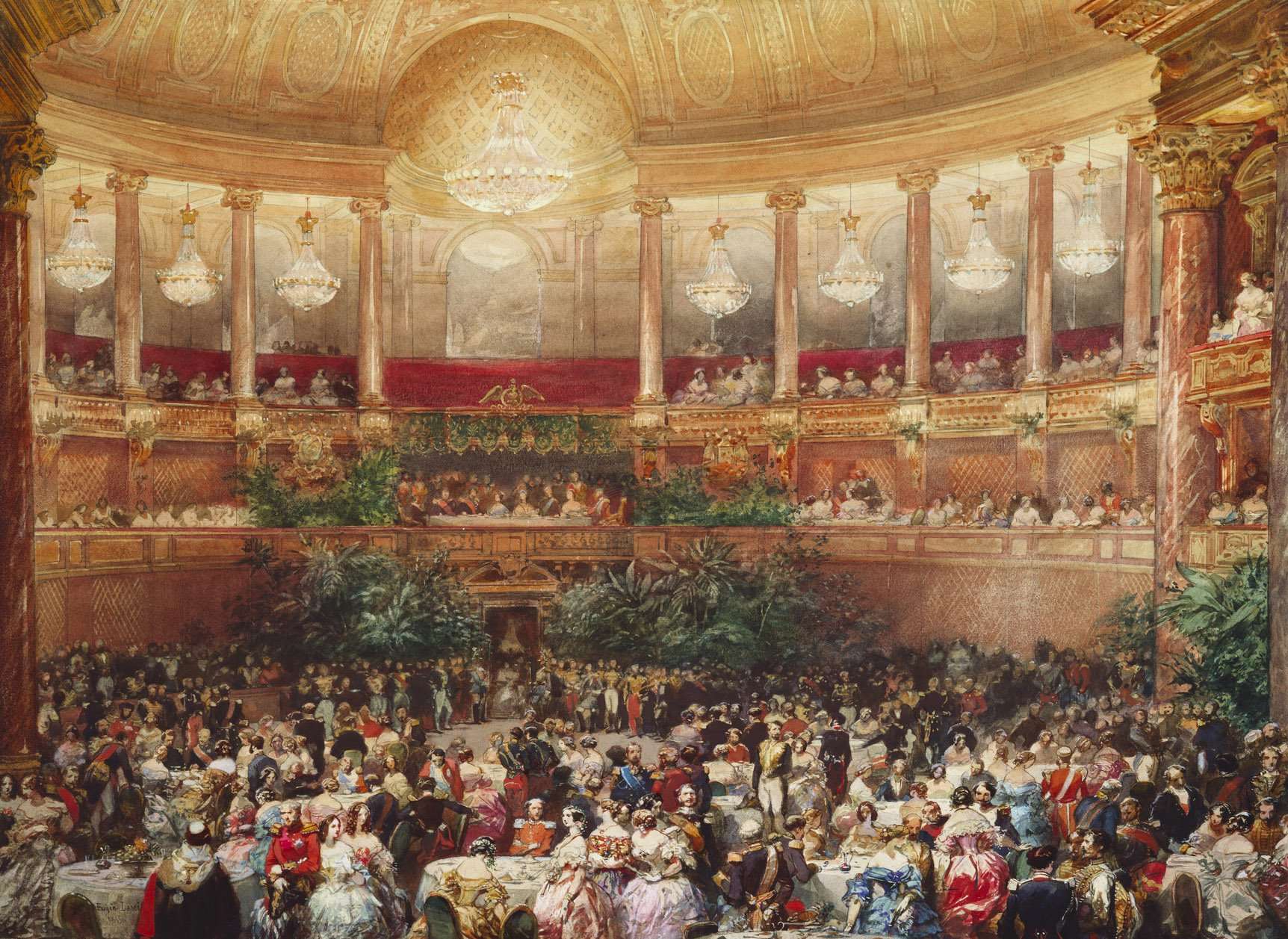
Bankiet dla królowej Wiktorii zorganizowany przez Napoleona III w Operze Królewskiej w Wersalu autorstwa Eugene Lami (1855)

Po 1814 r. Ludwik XVIII miał zamiar przenieść na powrót rezydencję królewską do Wersalu, w związku z czym rozpoczął generalną restaurację pałacu, jednak nigdy w nim nie zamieszkał. W 1833 król Ludwik Filip postanowił urządzić w pałacu Muzeum Historii Francji, w którym zgromadzono wielkie obrazy i rzeźby ilustrujące najsłynniejsze momenty w historii Francji. Prace trwały cztery lata, w ich trakcie zlikwidowano wiele apartamentów mieszkalnych książąt i dworzan, np. na miejscu ponad trzydziestu pokojów utworzono salę roku 1830. Sala roku 1830 opowiada wydarzenia rewolucyjne, które wyniosły na tron Ludwika Filipa.

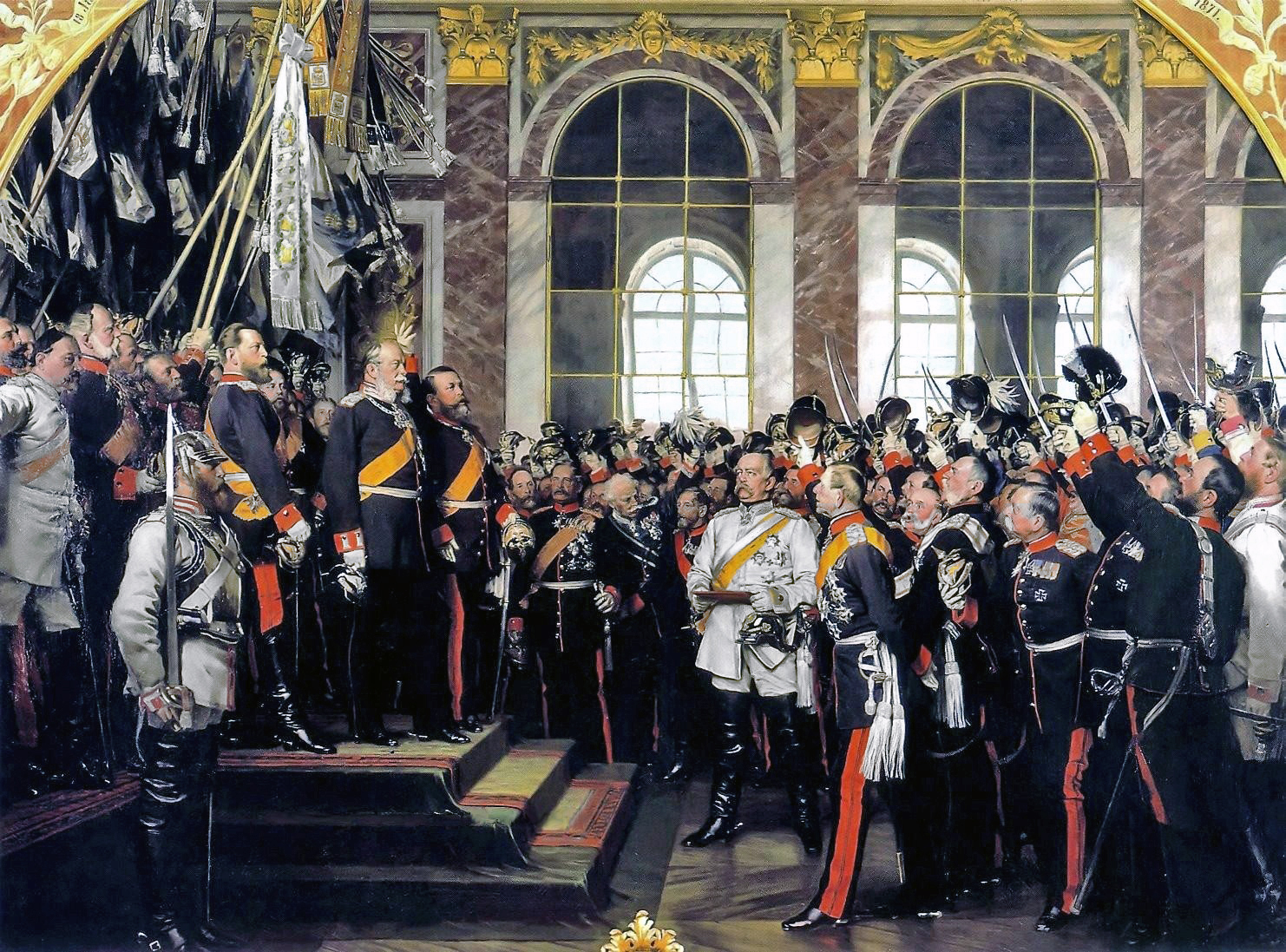
Proklamacja króla Prus, Wilhelma I, cesarzem Niemiec, w Wersalu

### Miejsce koronacji i traktatów pokojowych
W 1871 r. okupowany przez Niemców Wersal stał się sceną koronacji Wilhelma I Hohenzollerna na cesarza Niemiec. Proklamowano tu również Republikę Francuską, a w 1919 podpisano traktat pokojowy z Niemcami (traktat wersalski).

## Koszt budowy
Budowa pałacu wersalskiego, pomyślanego jako muzeum symboliczne potęgi Ludwika XIV, największego władcy ówczesnej Europy, pochłonęła ogromne sumy. Prace budowlane i dekoratorskie, które trwały kilka dekad, były kontynuowane mimo wojen i deficytu finansów publicznych. Rozmach prac i nakładów oszałamiał współczesnych, czemu wyraz dał np. Ezechiel Spanheim, wysłannik Wielkiego Elektora Brandenburgii, w dziele Relation de la cour de France en 1690. Jedne z najbardziej wiarygodnych szacunków oceniają koszt budowy pałacu wersalskiego na około 80 milionów liwrów, czyli więcej niż roczny dochód netto państwa francuskiego w czasach Colberta.

## Architektura

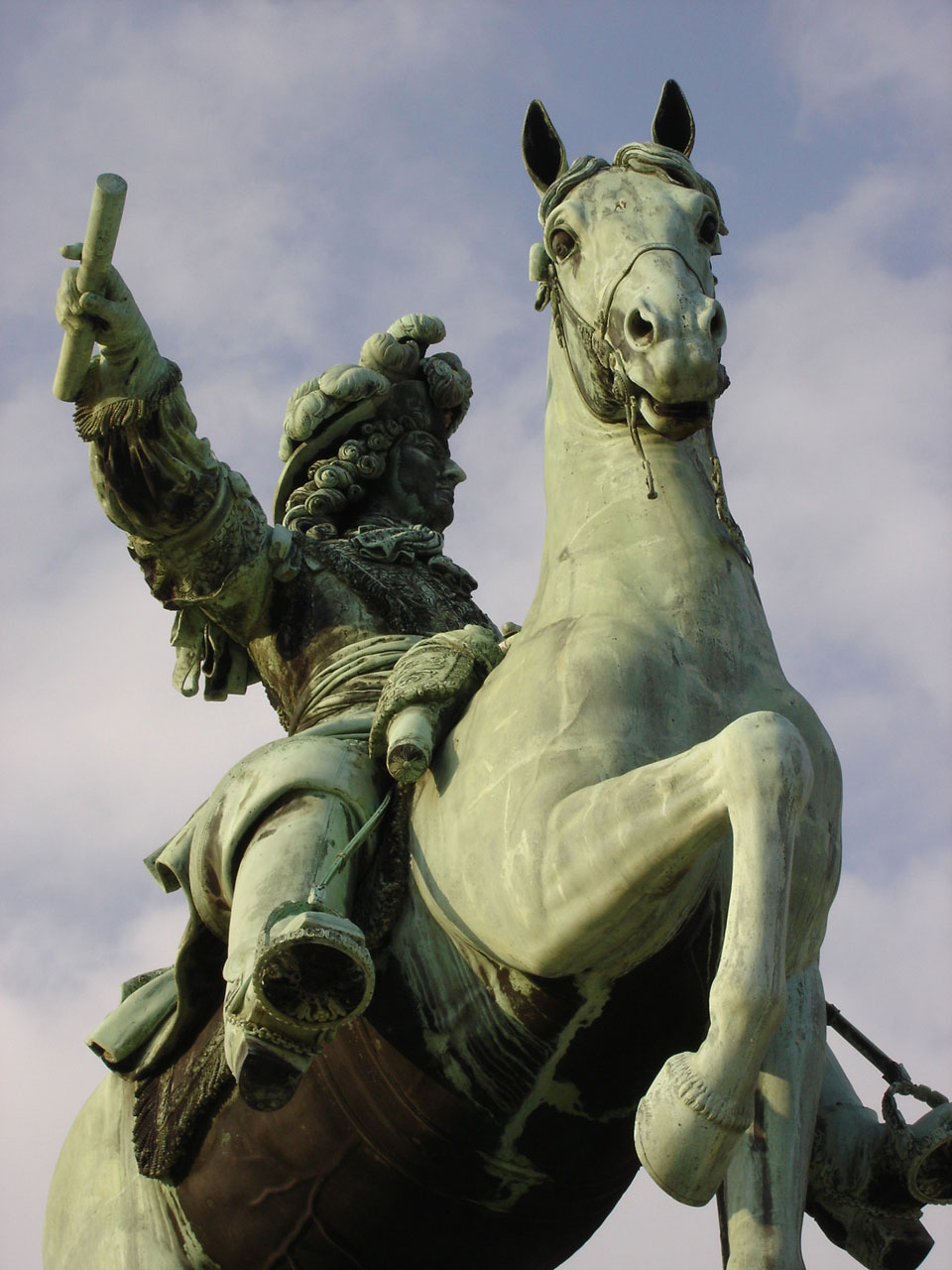
Posąg Ludwika XIV z 1837 r. otwierający Dziedziniec Królewski

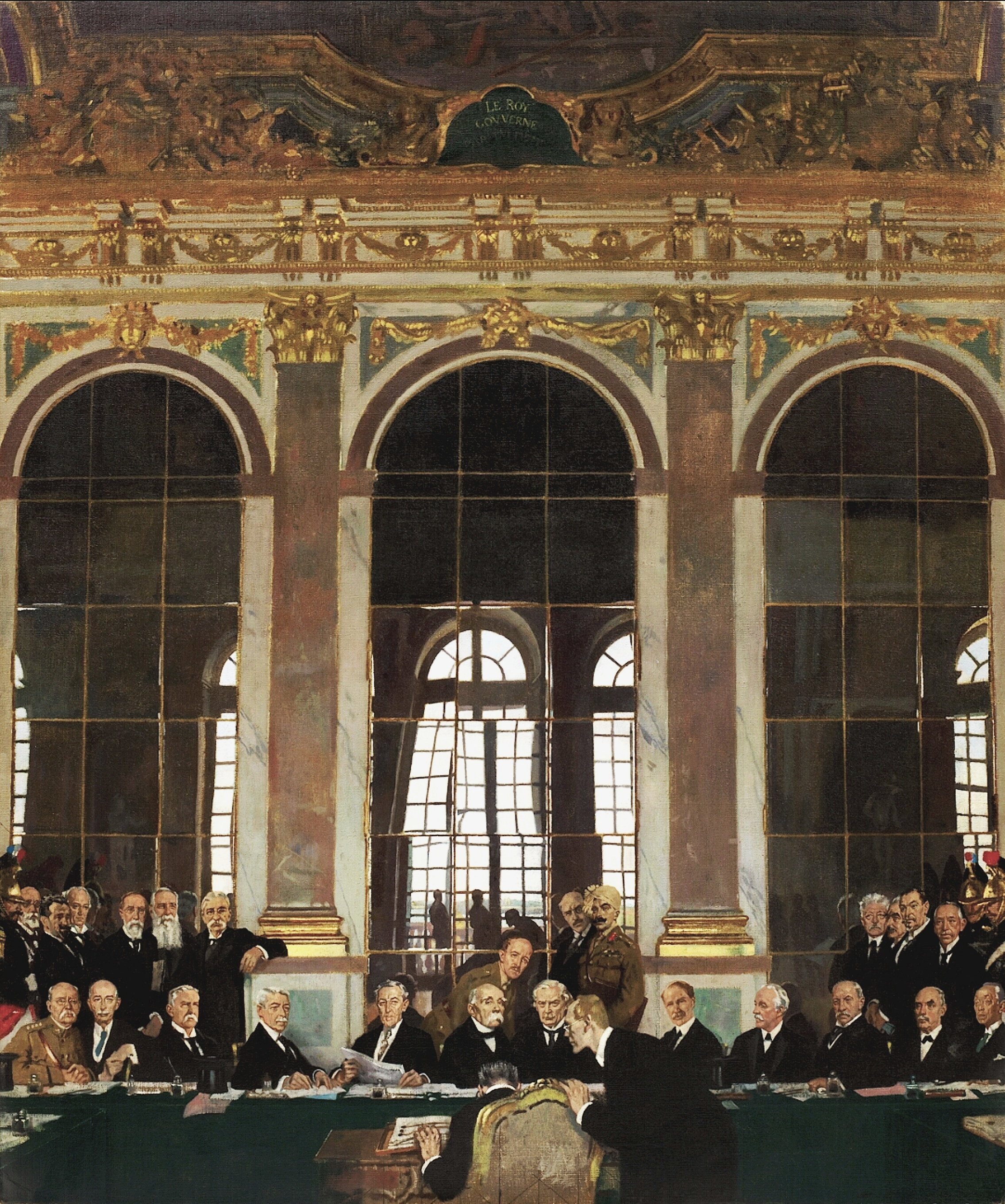
Podpisanie traktatu wersalskiego, 28 czerwca 1919

Pałac w Wersalu jest jedną z najznakomitszych budowli baroku klasycznego i stanowił inspirację dla architektów i artystów późniejszych lat. Służył za wzór dla architektów projektujących rezydencje królewskie w innych krajach (np. Pałac Sanssouci w Poczdamie, Pałac Zimowy w Petersburgu). Bawarski król Ludwik II Wittelsbach, oczarowany wersalskim budynkiem i jego historią, postanowił wybudować pałac Herrenchiemsee, pod wieloma względami łudząco podobny do pierwowzoru.
Przed pałacem znajduje się liczący prawie 6 ha półkolisty plac (Place d’Armes), który zaprojektowano z myślą o rewiach wojskowych. Plac ma podstawę 350 m oraz szerokość 220 m i stanowi unikatowy przykład planu promienistego. Na Place d’Armes zbiegają się trzy szerokie aleje (o szerokości 93,60 m, 78 m, 70 m): Avenue de Saint-Cloud, Avenue de Paris, Avenue de Sceaux.
Pałac posiada trzy dziedzińce: Cour des Ministres (Dziedziniec Ministrów), Cour Royale (Dziedziniec Królewski) z konnym posągiem Ludwika XIV i Cour de Marbre (Dziedziniec Marmurowy) z częścią zabudowań stanowiących część zameczku myśliwskiego Ludwika XIII z białego kamienia i czerwonej cegły.
Najsłynniejsza wśród pałacowych fasad ma 560 m długości i wychodzi na pięknie rozplanowany ogród. Wysunięta część środkowa pałacu jest dziełem Le Vau, natomiast dwa cofnięte skrzydła powstały według Hardouin-Mansarta.
Pałac składa się z dwóch kondygnacji, dolnej zakończonej łukami i górnej z pasem filarów, pilastrów i wysokich okien. Całość wieńczy balustradowa attyka, w której znajdowały się mieszkania członków ogromnego dworu królewskiego. Król i książęta zamieszkiwali część środkową i skrzydła pałacu.
Z Cour Royale poprzez Skrzydło Ludwika XIV, dochodzi się do wnętrza pałacu, gdzie mieści się Muzeum Historyczne, którego jedenaście komnat prezentuje epokę Ludwika XIII i Ludwika XIV. Z Muzeum można przejść do Opery zaprojektowanej przez Gabriela w 1770 r. z okazji zaślubin Ludwika XVI z Marią Antoniną. Sala jest udekorowana rzeźbionymi w drzewie i pozłacanymi ornamentami na błękitnym tle.

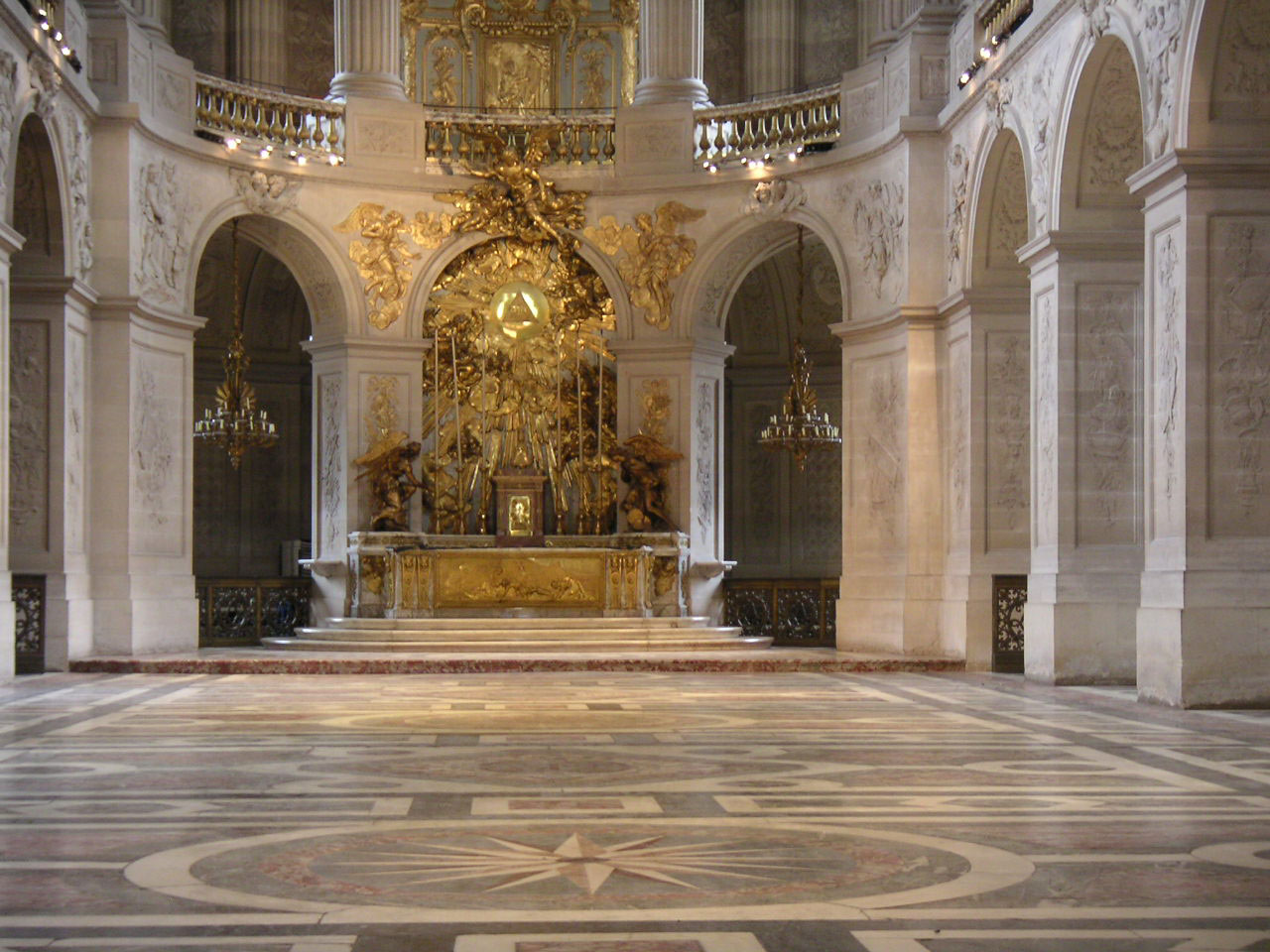
Kaplica królewska

Na piętrze pałacu znajduje się kaplica zbudowana w latach 1698–1710 według projektu Hardouin-Mansarta. Posiada ona trzy nawy i czworoboczne filary podtrzymujące łuki zwieńczone galerią ze żłobionymi kolumnami. Na tym samym piętrze mieści się sześć wielkich komnat Grand Appartement – gdzie władca przyjmował swych dworzan trzy razy w tygodniu, między szóstą a dziesiątą wieczorem. W apartamentach królowej (w złotym gabinecie) prezentowane będzie zakupione w 2011 za 6,75 mln euro oryginalne biurko Marii Antoniny.

### Galeria Zwierciadlana
Najświetniejszym pomieszczeniem pałacu jest Galeria Zwierciadlana, do której wchodzi się przez Salon Wojny. Galeria zbudowana pod nadzorem Hardouina-Mansarta ma 74 m długości i 10 m szerokości. Jej sklepienie zdobią malowidła Le Bruna, przedstawiające wielkie francuskie zwycięstwa. Galeria zawdzięcza swą sławę siedemnastu ogromnym oknom wychodzącym na park i odbijającym się w takiej samej liczbie luster na przeciwległej ścianie.

## Ogród wersalski

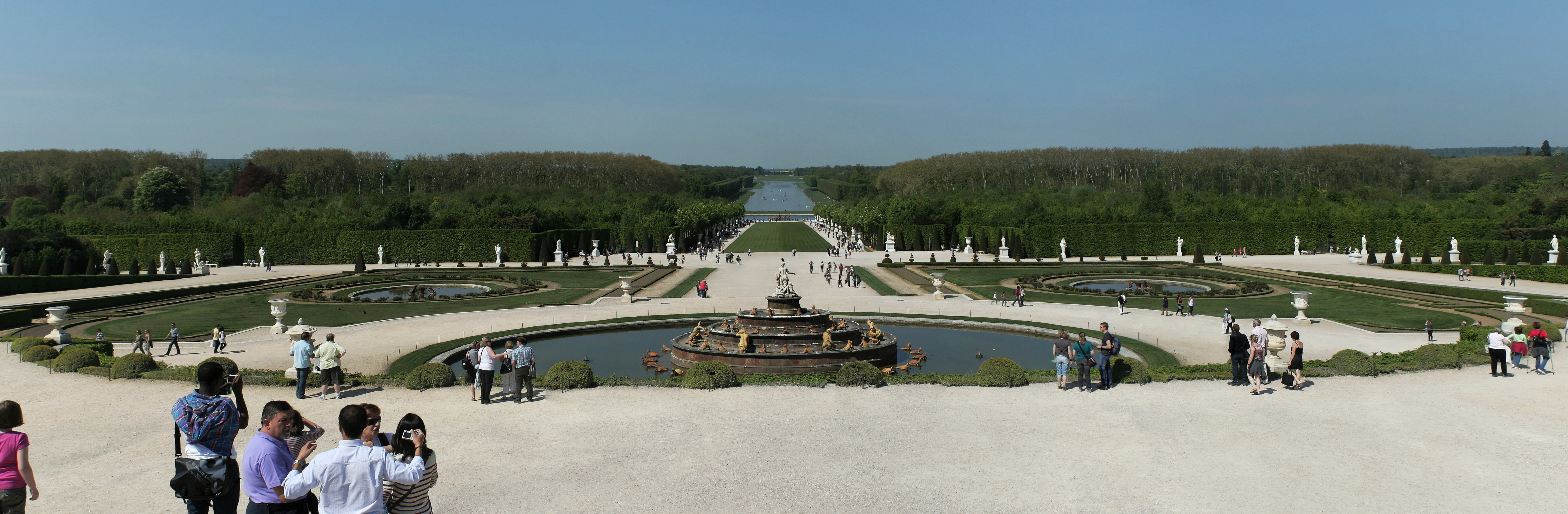
Panorama ogrodów Wersalu. Na pierwszym planie basen Latony

Park wersalski zajmuje obszar o powierzchni 800 ha. Znajduje się w nim ogród zaprojektowany przez André Le Nôtre’a o powierzchni 250 akrów, który jest uważany za pierwowzór ogrodu w stylu francuskim, ze względu na swe eleganckie rozplanowanie i dekoracje. Został zaprojektowany jako dopełnienie pałacu. W północnej części parku znajdują się pałacyki Grand Trianon, Petit Trianon, kolejne ogrody oraz Hameau de la Reine, czyli mała ferma wybudowana dla królowej Marii Antoniny. W południowej części parku położona jest domena La Lanterne, użytkowana w piątej republice przez francuskich premierów, od 2007 pełniąca funkcję rezydencji pomocniczej prezydentów Francji.
Ogród powstał na planie geometrycznym, jednak nie można mówić o jego monotonii. U stóp centralnego tarasu w basenie Latony znajduje się arcydzieło Mary’ego ukazujące boginię z synem i córką, Apollonem i Dianą. Rzeźba góruje nad koncentrycznymi basenami w kształcie piramidy. Za basenem Latony rozciąga się długa aleja Tapis-Vert (zielonych dywanów), która prowadzi do basenu solarnego bóstwa – Apollina. Rydwan ciągnięty przez cztery konie wynurza się władczo z wody, zaś trytony dmuchają w muszle oznajmiając nadejście boga. Ta dynamiczna i równocześnie majestatyczna grupa dłuta Jean-Baptiste Tuby’ego stanowi niejako symbol okresu największej świetności Wersalu. Za basenem Apollina rozciąga się obszar zieleni z wielkim kanałem, który w połowie przecina mały kanał.

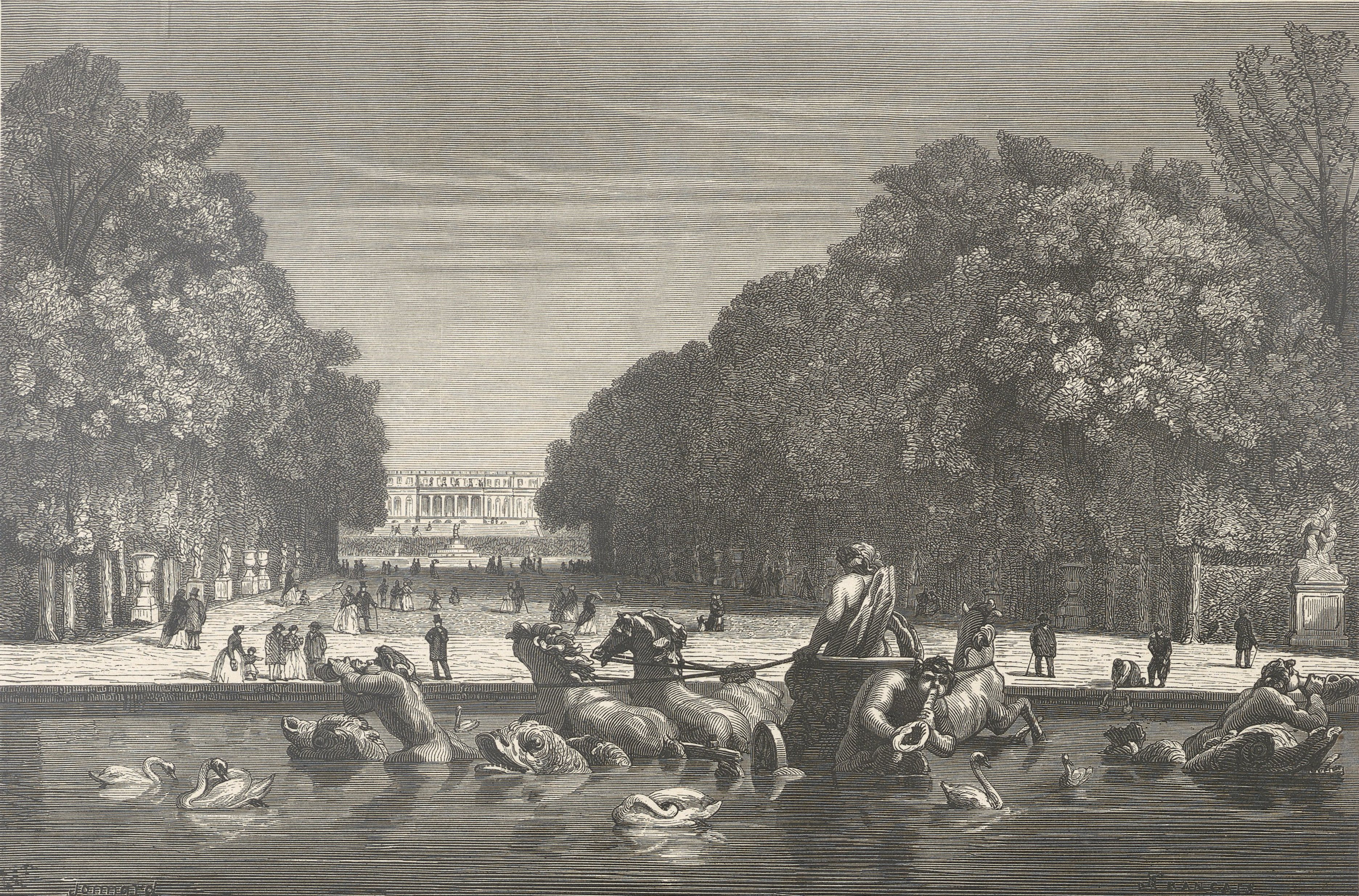
Basen Apollina na rysunku z 1887

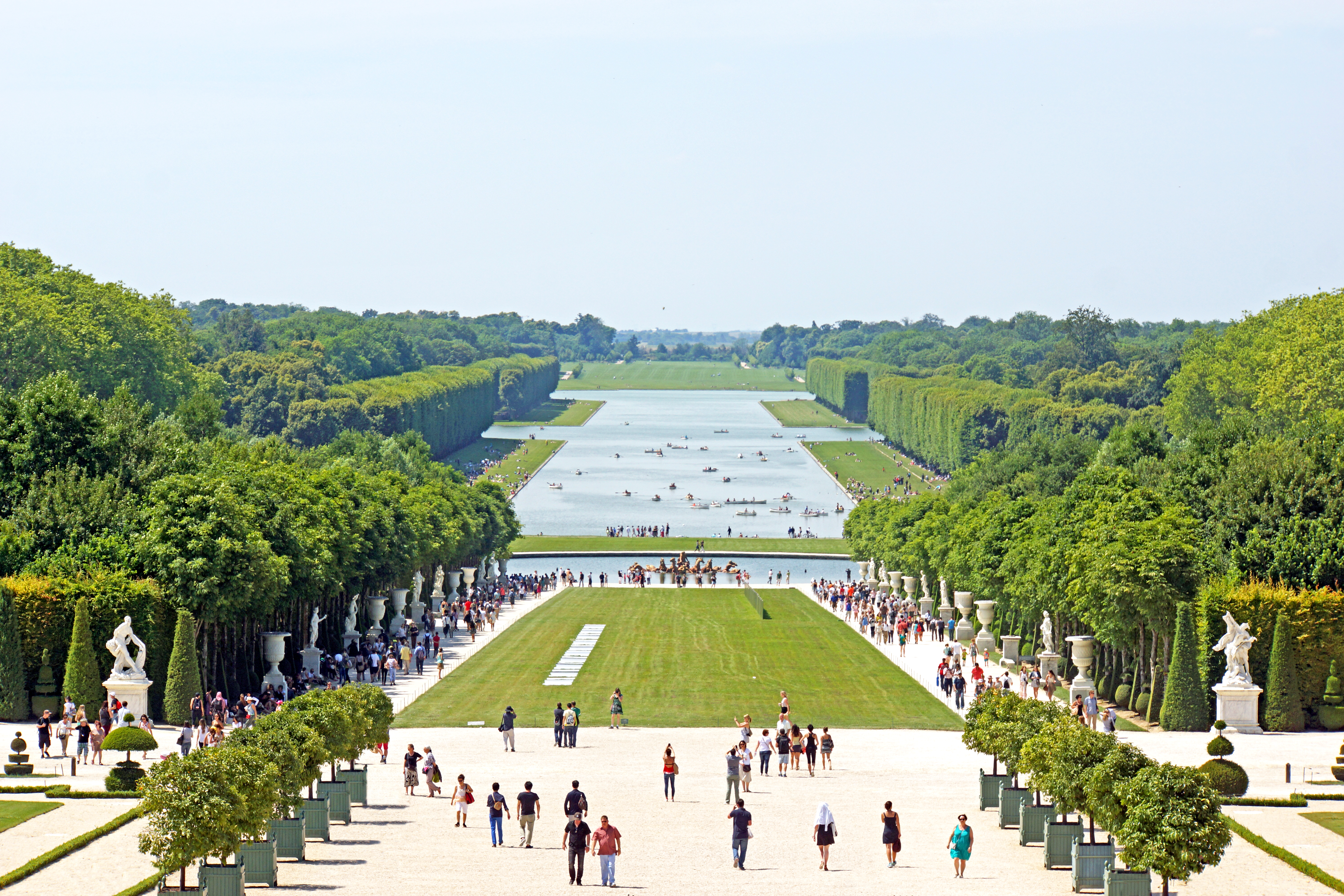
Widok na ogrody Wersalu, patrząc na północny zachód od pałacu

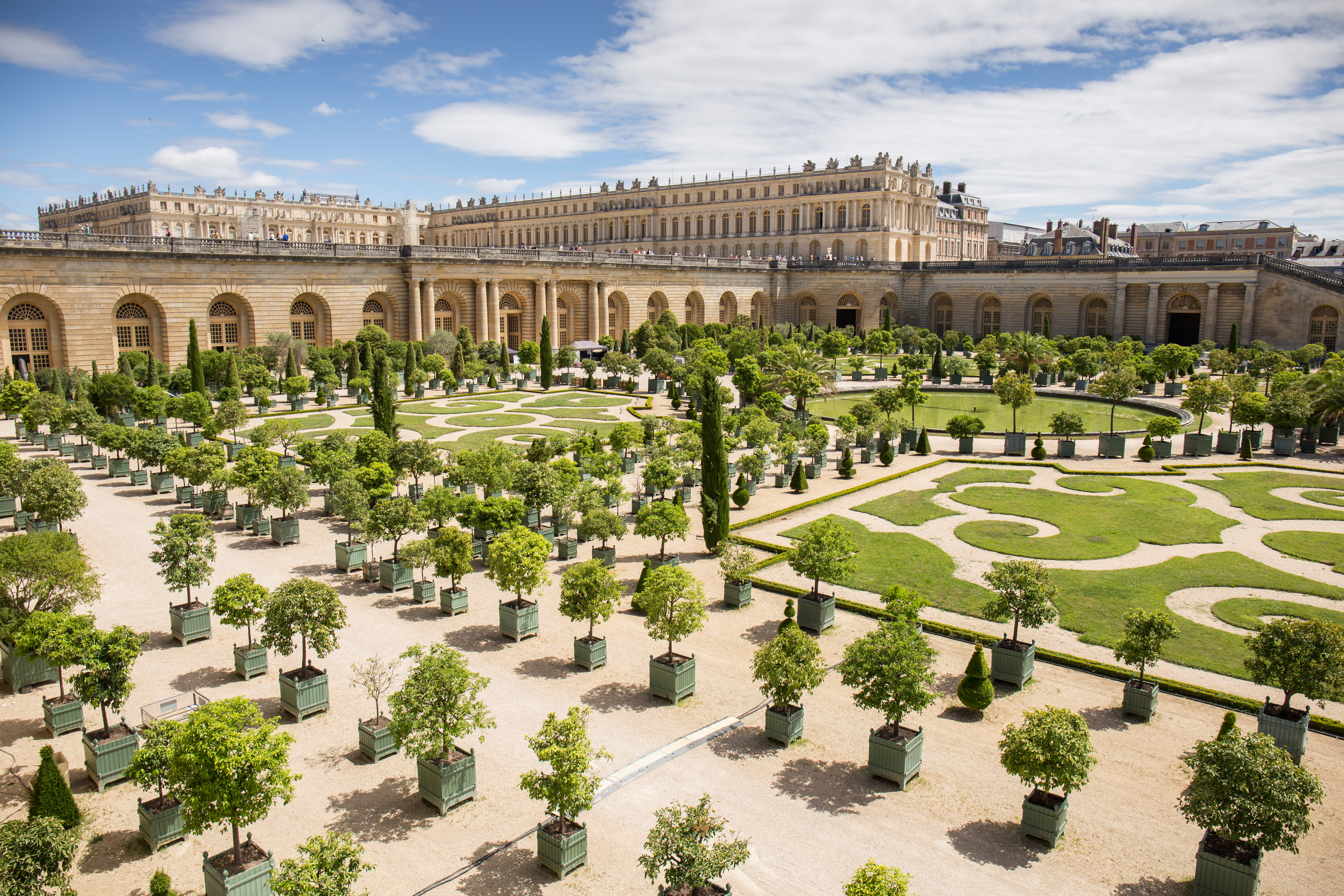
Oranżeria wersalska

W 1672 r. w parku funkcjonowało około 1000 efektów wodnych. Natomiast po roku 1682, kiedy rozpoczęła pracę stacja pomp, zasilająca ogrody wodą z Sekwany – ponad 2400 efektów (do dziś przetrwało około 600). W okresie świetności, w czasie trzygodzinnego pokazu, zużycie wody zasilającej fontanny w parku sięgało 6300 m³ na godzinę. W okresie „zwykłego funkcjonowania” zużycie spadało do 1100 m³ (tylko dla fontann widocznych z okien pałacu od 8 rano do 8 wieczór).
W dniu 26 grudnia 1999 r. gwałtowna burza powaliła 18 500 drzew w parku wersalskim. W celu odtworzenia stanu poprzedniego zorganizowano finansowaną częściowo przez osoby prywatne akcję „10 000 drzew dla Wersalu”, w ramach której na nowo zostanie obsadzana lipami między innymi „gwiazda królewska” (l’Étoile Royale) na końcu Wielkiego Kanału.

### Królewski ogród warzywny
W 1678, na zamówienie Ludwika XIV, Jean-Baptiste de La Quintinie założył ogród warzywny. Wybrane miejsce nie dysponowało glebą wysokiej jakości, dlatego przywieziono żyzną ziemię z pobliskich wzgórz Satory. Ogród warzywny dostarczał świeże owoce i warzywa na stół królewski, nawet poza sezonem np. truskawki w marcu czy sałatę w grudniu. Ludwik XIV był tak z niego dumny, że demonstrował to miejsce m.in. ambasadorowi Syjamu i doży weneckiemu. W 1873 odpowiedzialność za ogród warzywny przejęła francuska Narodowa Szkoła Ogrodnictwa (Ecole Nationale Supérieure d’Horticulture de Versailles).

## Liczba zwiedzających
W 2017 r. domenę wersalską (tj. pałac wersalski, ogród wersalski oraz domenę Marii Antoniny) odwiedziło 7 714 389 osób.
| Rok  | Liczba zwiedzających |
| ---- | -------------------- |
| 2013 | 7 527 121            |
| 2014 | 7 700 000            |
| 2015 | 7 357 903            |
| 2016 | 6 701 193            |
| 2017 | 7 714 389            |

Tab. Liczba zwiedzających domenę wersalską od 2013 roku.

## Pałac wersalski w sztuce

### W literaturze
Zważywszy na znaczenie pałacu wersalskiego w historii Francji, ma on swoje miejsce także w literaturze np. w serii powieści pt. Angelika autorstwa Anne i Serge’a Golonów.

### W kinie
Pałac wersalski był tłem wielu filmów już od początku XX wieku. Przykładowo w 1954 r. Sacha Guitry zrealizował film o historii Wersalu pt. Si Versailles m’était conté... W 2001 r. do Oscara za najlepsze kostiumy był nominowany film Charlesa Shyera pt. Afera naszyjnikowa na temat znanego oszustwa wymierzonego w autorytet królowej Marii Antoniny. W 2006 r. Oscara za najlepsze kostiumy otrzymał film w reżyserii Sofii Coppoli pt. Maria Antonina. W 2012 r. Benoît Jacquot zrealizował film Żegnaj, królowo. W 2014 r. Alan Rickman wyreżyserował film Odrobina chaosu dotyczący utworzenia ogrodów wersalskich. W latach 2015–2018 nakręcono trzy sezony serialu „Wersal. Prawo krwi”, opowiadający historię rządów Ludwika XIV oraz dzieje budowy pałacu wraz z intrygami, jakie miały miejsce w jego murach.

## Galeria

Panorama ze strony miasta

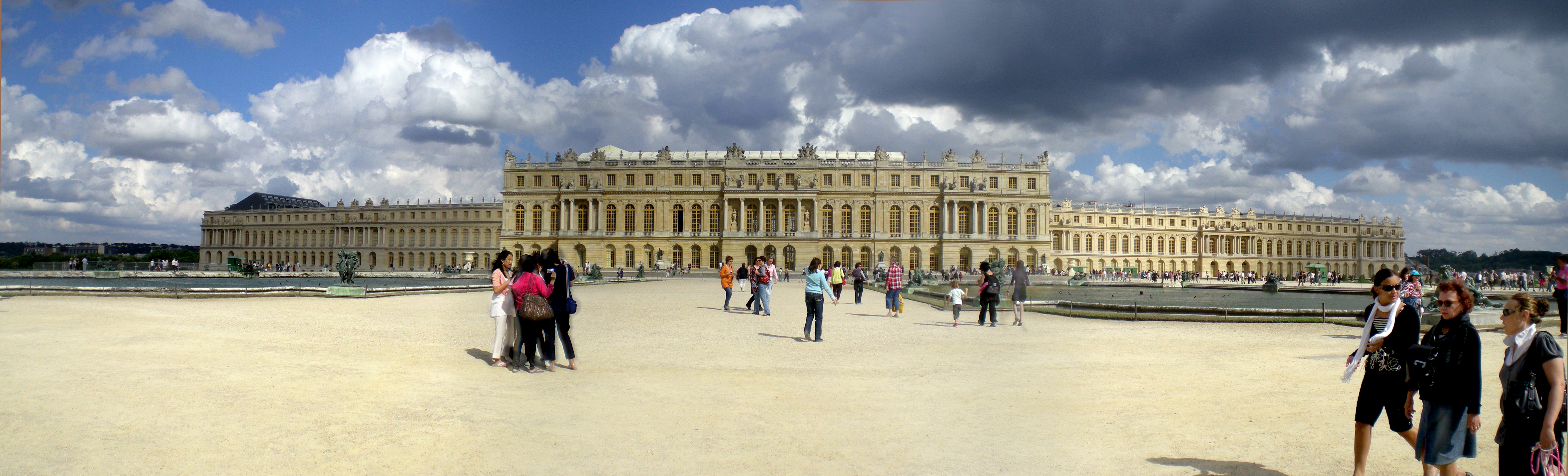
Panorama ze strony ogrodu